# Josef Newgarden
Josef Nicolai Newgarden (Hendersonville, Tennessee, SAD, 22. prosinca, 1990.) je američki vozač automobilističkih utrka. Trenutno se natječe u IndyCar prvenstvu za momčad Penske.
Newgarden je trkaću karijeru započeo u kartingu s 13 godina. Godine 2006. osvaja dva naslova u dvije karting kategorije. Iste godine počeo je natjecanje u Skip Barber prvenstvu, a 2008. je postao doprvakom istog. U britanskoj Formuli Ford natjecao se 2009. Pobijedivši na 9 od 25 utrka, završio je prvenstvo na 2. mjestu. Godine 2010. nastupao je u Grand Prix 3 prvenstvu, a sljedeće godine osvaja naslov u Indy Lights prvenstvu.
Kao prvak Indy Lightsa, 2012. pristupa IndyCar prvenstvu, potpisujući za momčad SFH Racing. U prvoj sezoni nije ostvario značajan uspjeh, a u sljedeće dvije ostvario je dva podija. Za novu momčad CFH Racing vozi 2015., a u Alabami prvi put pobjeđuje u IndyCaru. U sezoni 2016. vozi za Ed Carpenter Racing, a 2017. za Team Penske, s kojim postaje prvak. 

## Rezultati u IndyCaru
| Sezona | Momčad                      | Šasija       | Motor     | Utrke | Pobjede | Podiji | Bodovi | Plasman |
| ------ | --------------------------- | ------------ | --------- | ----- | ------- | ------ | ------ | ------- |
| 2012.  | Sarah Fisher Hartman Racing | Dallara DW12 | Honda     | 14    | 0       | 0      | 200    | 23.     |
| 2013.  | Sarah Fisher Hartman Racing | Dallara DW12 | Honda     | 19    | 0       | 1      | 348    | 14.     |
| 2014.  | Sarah Fisher Hartman Racing | Dallara DW12 | Honda     | 18    | 0       | 1      | 406    | 13.     |
| 2015.  | CFH Racing                  | Dallara DW12 | Chevrolet | 16    | 2       | 4      | 431    | 7.      |
| 2016.  | Ed Carpenter Racing         | Dallara DW12 | Chevrolet | 16    | 1       | 4      | 502    | 4.      |
| 2017.  | Team Penske                 | Dallara DW12 | Chevrolet | 17    | 4       | 9      | 642    | 1.      |

## Vanjske poveznice
Newgarden na racing-reference.info